# Flavije Kastin
Flavije Kastin (Flavius Castinus, ? - 425.?) bio je zapadnorimski velikodostojnik na dvoru cara Honorija. Njegov glavni suparnik je bio Bonifacije, štićenik Gale Placidije. Godine 422. je zajedno s Bonifacijem poslan u Hispaniju u nastojanju da tamo podrži Sveve, odnosno otjerati Vandale. Zadaća nije uspjela te se Kastin morao povući u Tarragonu. Nakon Honorijeve smrti 423. je istočnorimski car Teodozije II. oklijevao s imenovanjem zapadnorimskog cara, što je Kastin iskoristio kako bi istakao Ivana za cara. Ivan ga je 424. proglasio konzulom ali je ta vladavina bila kratkotrajna. Godine 425. je Ivan poražen, uhvaćen i pogubljen. Što se dogodilo s Kastinom nije poznato, ali se pretpostavlja da je imao istu sudbinu.